# Canon V-10
Canon V-10 (V-10) је кућни рачунар фирме Кенон (Canon) који је почео да се производи у Јапану током 1983. године.
Користио је Z80A микропроцесорску јединицу а RAM меморија рачунара је имала капацитет од 16 kb. 

## Детаљни подаци
Детаљнији подаци о рачунару V-10 су дати у табели испод.
|                       |                                              |
| [ 1 ]                 |                                              |
| Произвођач            | Кенон                                        |
| Тип                   | кућни рачунар                                |
| Меморија              | V-10: 16                                     |
| Поријекло             | Јапан                                        |
| Година                | 1983                                         |
| Тастатура             | QWERTY, механичка тастатура                  |
| Процесор              |                                              |
| Фреквенција процесора | 3,6                                          |
| RAM                   | V-10: 16                                     |
| ROM                   | 32                                           |
| Текст                 | 24 x 40                                      |
| Графика               | 256 x 192, 32 спрајта                        |
| Боја                  | 16                                           |
| Звук                  | General Instrument AY-2-8910 генератор звука |
| Димензије             | непознато                                    |
| Портови               |                                              |
| Оперативни систем     |                                              |